# Ciasteczka krabowe
Ciasteczka krabowe – specjalność kuchni karaibskiej, charakterystyczna zwłaszcza dla Kuby.
Proste i łatwe w przygotowaniu danie z mięsa krabów, które łączy się z jajkami i kolendrą, mieszając ze sobą. Na końcu dodaje się drobno siekaną paprykę chili. Z powstałej masy formuje się niewielkie kotleciki, które smaży się w panierce. Podaje się najczęściej w towarzystwie sałatki z avocado, skropione sokiem z limonki. Danie było popularne wśród kubańskiej biedoty. Zapoznał się z nim w młodości Fidel Castro (jego ojciec posiadał plantację trzciny cukrowej, na której pracowali słabo opłacani robotnicy). Z czasem ciasteczka stały się jednym z ulubionych przysmaków dyktatora.